# Stockausschlag

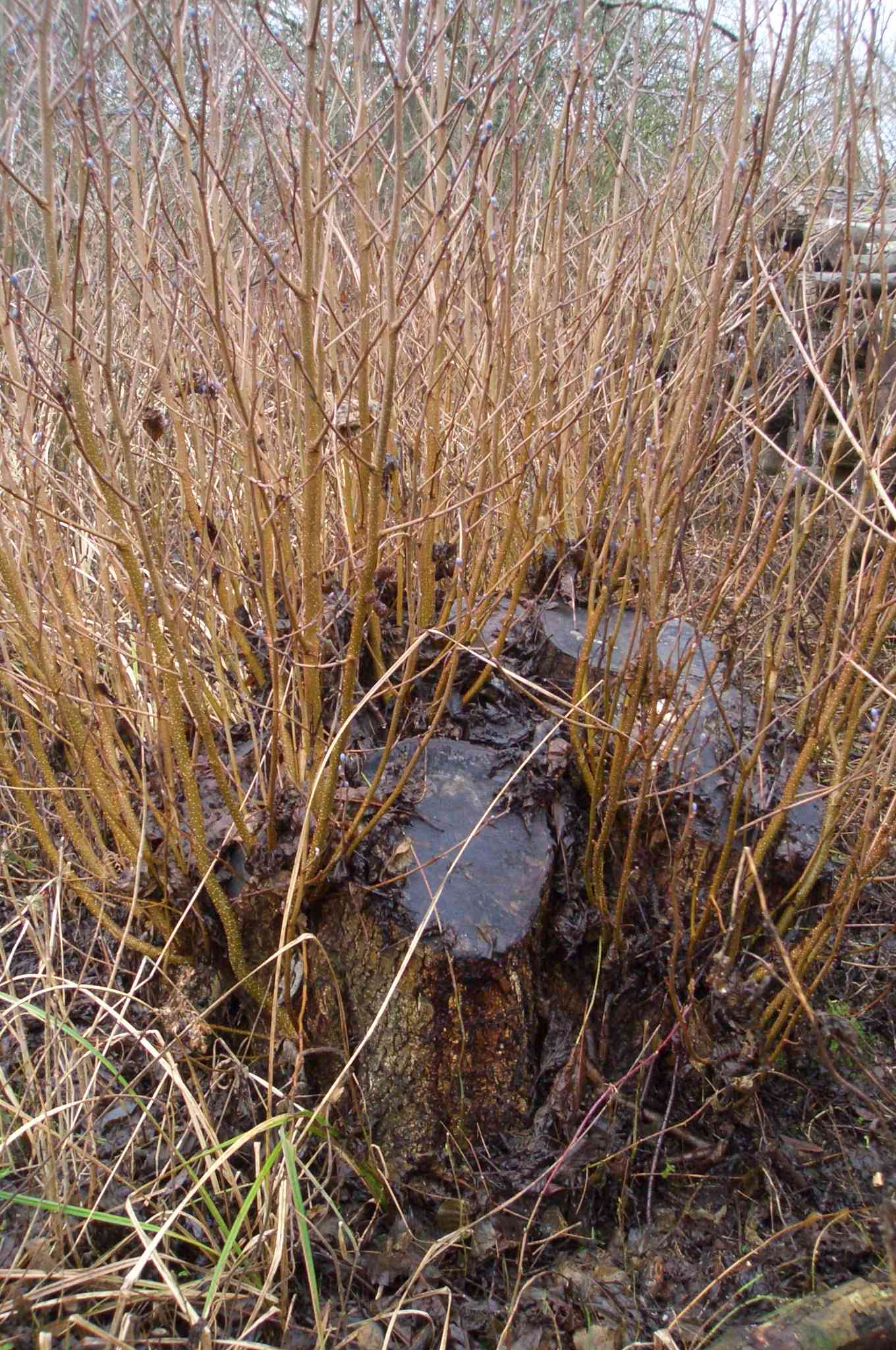
Stockausschlag an Erle

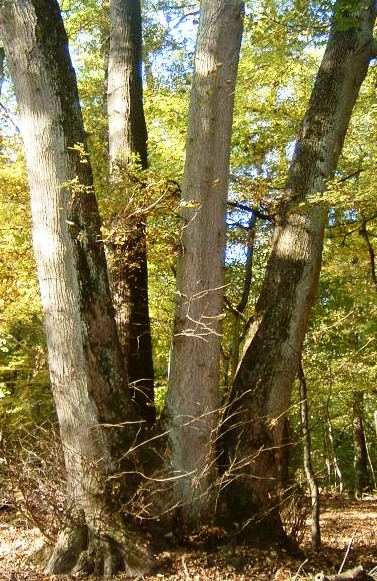
Durch Stocktriebe entstandener Vierling

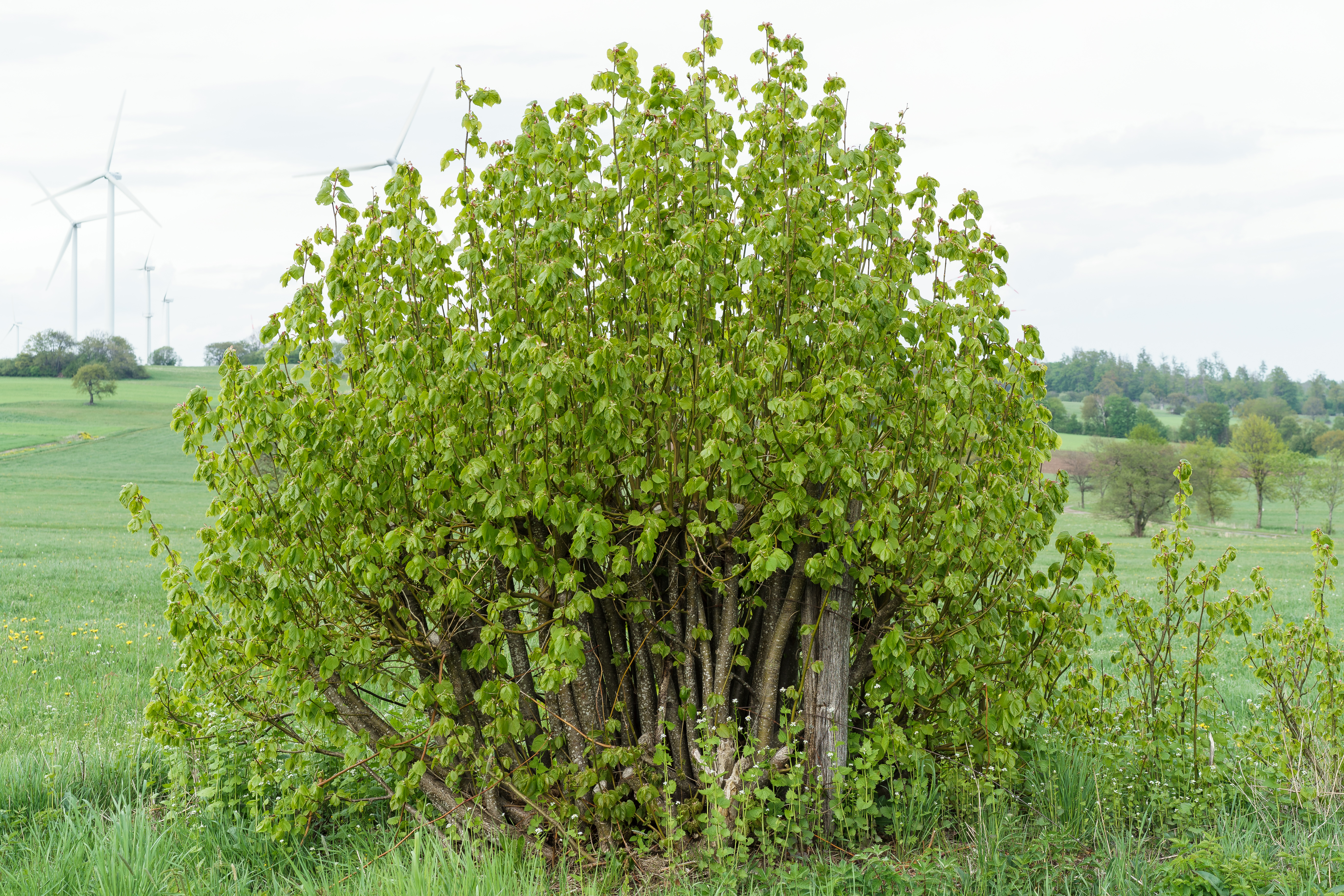
Linde nach mehrfachem Stockausschlag, Vogelsberg (Hessen, Deutschland)

Stockausschlag sind bei Bäumen und Sträuchern die Sprosse, die nach dem Verlust der primären Sprossachse neu aus dem Stumpf („Stubben“, der dann „Stock“ genannt wird) austreiben. Die Fähigkeit zu dieser Regeneration haben die meisten Sträucher, aber auch manche Laubbaumarten (z. B. Erle, Weide, Pappel, Robinie, Hainbuche, Eiche, Linde, Olive, vereinzelt Buche) sowie wenige Nadelbaumarten (zum Beispiel Eibe, Küstenmammutbaum, selten Tanne).
Die sich beim Stockausschlag bildenden Wasserreiser tragen oft größere Blätter (deutlich etwa bei Ahorn und Blauglockenbaum). Die Schneitelung von Bäumen diente der Gewinnung solcher Triebe als Viehfutter.
Mitunter wird auch das Anwurzeln von Holzstecklingen bei der Gehölzvermehrung oder von biogenen Faschinen im Wasserbau oder das Weiterwachsen von gefällten Stammresten (Stammstecklinge) als Stockausschlag bezeichnet.

## Schlafende Augen
Die Triebe des Stockausschlags bilden sich aus sogenannten schlafenden Augen des verbliebenen Stammrests. Diese Erscheinung tritt besonders nach einer Winterfällung auf. Da Bäume aus Stockausschlag meist nur minderwertige Stammqualität aufweisen, wird der Stockausschlag nur in Kurzumtriebsplantagen sowie in den forstwirtschaftlich nicht mehr zeitgemäßen Bewirtschaftungsformen Nieder- und Mittelwald genutzt. Eine Ausnahme bilden hier traditionell die Stockausschläge der Eiche. Da diese schneller als das Kernholz und zudem sehr gerade und astfrei wachsen, werden sie besonders zum Restaurieren alter Dachstühle genutzt. Ein Beispiel ist die Erneuerung des abgebrannten Dachstuhls von Notre Dame in Paris. Hier wurden achtzig Jahre alte Eichenstämme von Stockausschlägen verwendet.

## „Auf den Stock setzen“
Hecken in der Feldflur, die zum Windschutz oder zur Besitzabgrenzung (Wallhecke oder Knick) sowie gewässerbegleitend angelegt wurden, werden von Zeit zu Zeit „auf den Stock gesetzt“, also bis auf den Stock zurückgeschnitten und zum Stockausschlag gezwungen, um die Hecke dicht zu halten. Vor allem die Windschutzfunktion hängt davon ab, dass die Hecken im unteren Bereich nicht verkahlen.
Solche dicht geschnittenen Hecken dienen als Lebensraum für Tiere.